# Loewia latifrons
Loewia latifrons là một loài ruồi trong họ Tachinidae.